# Chapbook
Ne doit pas être confondu avec The Chap-Book.

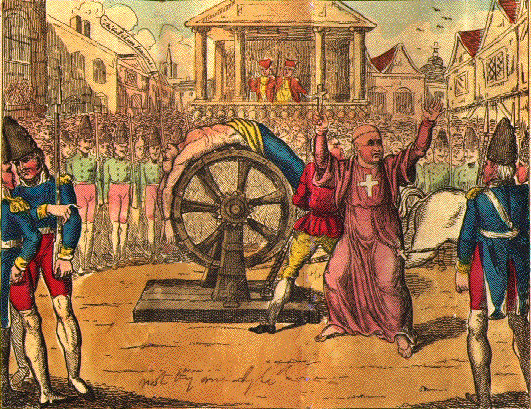
Frontispice d'un chapbook intitulé The cruel death of Calas, who was broke on the wheel at Toulouse, March 9th, 1762 (fin du XVIIIe siècle ou début du XIXe siècle).

Chapbook est un terme anglais générique désignant une forme de littérature de colportage, constituée d'imprimés sur papier bon marché, dont la commercialisation et la diffusion s'étend du XVIe siècle à la seconde moitié du XIXe siècle. Il est difficile d'en fournir une définition précise. En France, il existait un équivalent appelé Bibliothèque bleue, mais beaucoup moins illustré. Il peut se traduire par "livret de colportage".
Le terme de chapbook a été officialisé par les bibliophiles anglophones du milieu du XIXe siècle pour désigner une variété de supports imprimés sous la forme de feuille ou de cahiers non reliés contenant une littérature populaire ou folklorique : leur rareté s'explique justement parce que les lecteurs ne les conservaient pas au contraire des livres classiques. Les chapbooks se déclinent sous diverses formes, telles que des brochures de nature politique ou religieuse, des comptines pour enfant, de la poésie, des ballades populaires (broadside ballads), des contes folkloriques, de la littérature enfantine, et des almanachs. Lorsque ces ouvrages étaient illustrés, c'était au moyen d'images populaires, analogues aux images d'Épinal que l'on trouvait en France et conçues à partir de gravures sur bois puis coloriées à la main.
Leur mode de diffusion était principalement le colportage.

## Étymologie
Le terme chapbook a pour origine chapmen, terme qui désignait des colporteurs qui avaient inclus ces sortes de livres parmi les marchandises dont ils faisaient commerce,. Le mot « chapman (en) » lui-même vient du vieil anglais céapmann, « négociant », « vendeur », à rapprocher de l'allemand Kaufmann (« marchand », « commerçant ») ou encore de l'anglais britannique moderne cheap (a good cheap, une bonne affaire). Le mot chapman est utilisé dès 1600 environ pour désigner un colporteur, un vendeur itinérant.

## Histoire
Il existe des écrits du Cambridgeshire évoquant dès 1553 un homme proposant dans un cabaret une chanson paillarde intitulée The Maistres Mass, puis, plus tard, d'un autre colporteur vendant aux gens « des petits livres » (lytle books), euphémisme renvoyant à ce type de contenu assez leste. 
Des ballades, des chansons populaires, imprimées sur une seule feuille sur papier bon marché, parfois illustrée (broadside ballads), étaient vendues pour un penny ou un demi-penny dans les rues des villes et villages de Grande-Bretagne entre le XVIe siècle et le début du XIXe siècle. Distinctes des chapbooks, qu'elles précédèrent, elles en avaient cependant le système de vente et de diffusion, avec de plus un contenu assez similaire.
Les chapbooks commencèrent à disparaître progressivement à partir du milieu du XIXe siècle du fait de la concurrence des journaux bon marché, et aussi - en particulier en Écosse - du fait de sociétés religieuses qui les considéraient comme « impies » (ungodly). 
Bien que le genre soit né en Grande-Bretagne, de nombreux chapbooks furent produits aux États-Unis durant la même période : on en trouve à Boston dès la fin du XVIIe siècle. 
Du fait des matériaux de mauvaise qualité utilisés pour les produire et des conditions dans lesquelles ils étaient lus, ce genre de productions est aujourd'hui difficile à trouver et est donc collectionné. Les chapbooks visaient une clientèle peu lettrée qui n'avaient ni bibliothèque ni goût pour la bibliophilie. Le papier étant coûteux, on les réutilisait comme emballage, ou pour la cuisine, sans oublier les références faites à l'époque à l'utilisation des chapbooks comme bum fodder (c'est-à-dire comme papier hygiénique). 
Beaucoup des chapbooks qui sont consultables aujourd'hui dans des bibliothèques viennent des collections que Samuel Pepys constitua entre 1661 et 1688, aujourd'hui conservées au Magdalene College de l'université de Cambridge. Anthony Wood a également collectionné soixante-cinq chapbooks (dont vingt datant d'avant 1660), qui se trouvent aujourd'hui à la Bodleian Library. Il existe également des collections non négligeables en Écosse. Les collectionneurs modernes, tels que Peter Opie, portent essentiellement un intérêt d'érudit au genre littéraire que ces supports véhiculent.

## Production et distribution

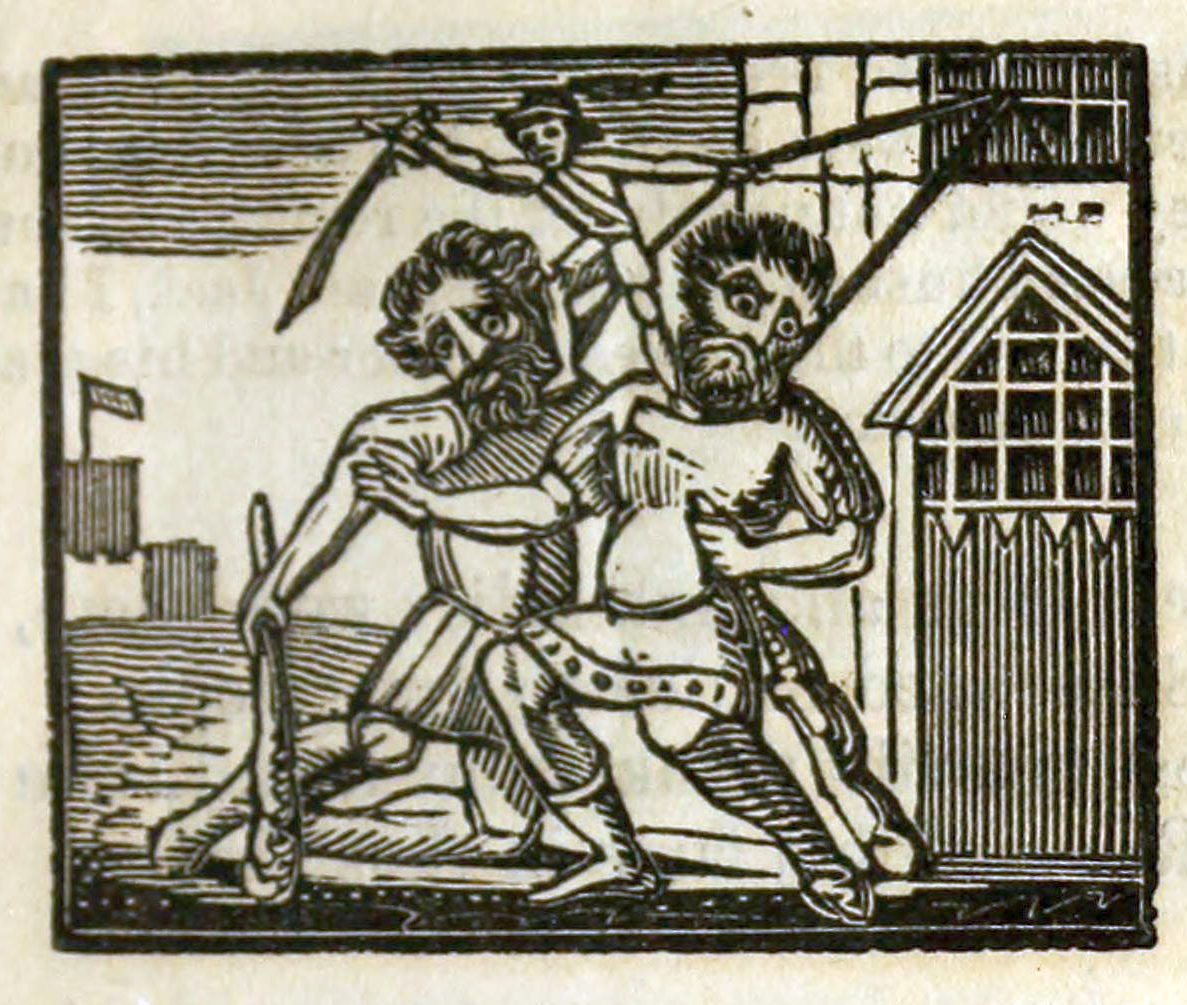
Illustration d'un chapbook représentant le géant Blunderbore, tirée de Jack le tueur de géants, vers 1820.

Les chapbooks se présentaient en général sous la forme de petits livres formé d'un cahier non relié, avec une couverture en papier, cahier généralement imprimé sur une feuille unique repliée pour former des volumes de 8, 12, 16 ou 24 pages, souvent illustrés d'estampes issues de gravures sur bois sommairement taillées, et quelquefois sans rapport direct avec le texte. L'impression était de basse qualité ; Harry B. Weiss a ainsi écrit : 

« L'impression en était dans bien des cas exécrable, le papier plus encore, les gravures sur bois servant d'illustrations — dont certaines étaient utilisées pour divers contes sans se soucier de leur adéquation — étaient parfois pires que papier et impression réunis. »

Cependant, les frontières de cette catégorie d'ouvrage n'étaient guère précises : certains chapbooks comportaient plus d'un cahier, d'autres étaient élaborés avec soin, et enfin, les contenus s'avéraient parfois exacts sur le plan historique. La plupart reprenait sous forme d'extraits ou de résumés des contenus originaux publiés précédemment sous la forme de livre classique.  
Le centre de la production des chapbooks était la capitale anglaise, et, jusqu'au Grand incendie de Londres (1666), les imprimeurs étaient regroupés autour du pont de Londres. Cependant, une caractéristique des chapbooks fut la prolifération d'imprimeurs en province, essentiellement en Écosse et à Newcastle upon Tyne.

## Caractéristiques et contenu

### Clientèle, prix et tirages

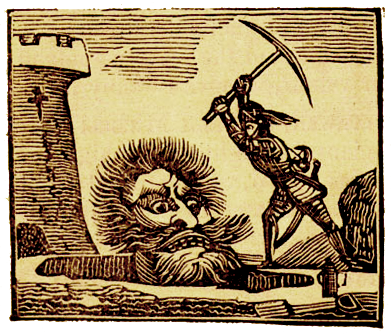
Illustration montrant le géant Cormoran, tirée d'un chapbook vers 1820.

Les chapbooks s'avérèrent un moyen important pour véhiculer diverses formes de savoirs et d'informations auprès d'une population non scolarisée, en particulier dans les campagnes. Ces publications représentaient une source de distraction, d'information (faits divers, crimes montrueux, légendes urbaines), et de connaissance de l'Histoire (même si celle qui figurait dans les chapbooks était généralement peu fiable). On voit en eux aujourd'hui des archives témoignant de la culture populaire, où sont traités des aspects culturels qui peuvent avoir totalement disparu sous d'autres formes.
Le prix des chapbooks les vouait aux classes laborieuses, même s'ils ne se restreignaient pas à ce seul marché. Les broadside ballads (ballades populaires imprimées sur une feuille) étaient vendues pour un demi-penny, ou quelques pence. Le prix des chapbooks variait de 2 à 6 pence, à comparer avec le salaire journalier des ouvriers agricoles, qui était alors de 12 pence. Il ne faut pas oublier que, au début de l'Angleterre moderne, l'analphabétisme était le lot de la très grande majorité de la population, et sans doute plus présent encore en Écosse. Cependant, une certaine partie de la classe laborieuse savait lire, sans avoir pour autant une pratique de l'écriture, ni les moyens et vraiment le temps pour cela. Les structures agraires anglaises, avant l'irruption de la société industrielle, laissait parfois place à des périodes de lecture en commun, notamment d'écrits religieux. Les chapbooks étaient certainement utilisés pour être lus à voix haute dans les familles lors de veillées, ou à de petits groupes réunis dans les cabarets (lectures publiques).
Ils contribuèrent sensiblement au développement de l'alphabétisation : Francis Kirkman, auteur et éditeur, rapporta qu'ils enflammèrent son imagination et son amour des livres. Il existe d'ailleurs des preuves qu'ils étaient lus par des autodidactes.
Les tirages de ces livres étaient très importants : dans les années 1660, quelque 400 000 almanachs furent imprimés chaque année, assez pour qu'une famille anglaise sur trois en possède. Un éditeur de chapbooks londonien au XVIIe siècle détenait dans son stock l'équivalent d'un livre pour 15 familles de son comté. Dans les années 1520, le libraire d'Oxford, John Dorne, notait dans son journal avoir vendu jusqu'à 190 ballades par jour, à un demi-penny chacune. L'inventaire officiel établi dans le cadre de ses dispositions testamentaires en 1664 de Charles Tias, à l'enseigne des Trois Bibles, sur le pont de Londres, montre que son stock comprenait des livres et des feuilles imprimés pour faire environ 90 000 chapbooks (y compris 400 rames de papier) et 37 500 ballades d'une feuille). De son côté, l'inventaire de Josiah Blare, à l'enseigne de la Longue-Vue sur le pont de Londres, en recensait en 1707 quelque 31 000, et 257 rames de feuilles imprimées. Le bas de la fourchette de leurs ventes rien qu'en Écosse était de plus de 200 000 exemplaires par an dans la seconde moitié du XVIIIe siècle.
Ces imprimeurs fournissaient des chapbooks aux colporteurs chapmen en leur faisant crédit ; ceux-ci parcouraient alors le pays en faisant du porte à porte, en allant sur les marchés et les foires, revenant ensuite pour payer leur fournisseur avec le produit de leurs ventes. Ce système permettait une large distribution et des ventes importantes avec une mise de fonds minimale, tout en permettant aux imprimeurs de connaître ainsi les titres qui se vendaient le mieux. Les ouvrages les plus populaires étaient alors réédités, piratés, amendés, et faisaient l'objet d'éditions différentes. Francis Kikman, dont les yeux étaient toujours à observer le marché, écrivit ainsi deux suites à un ouvrage populaire, Don Bellianus of Greece, publié pour la première fois en 1598.
Les éditeurs produisaient également des catalogues, et les chapbooks se retrouvaient dans les bibliothèques des gros fermiers ou de la petite aristocratique provinciale, yeomen ou gentry. John Whiting, un yeoman quaker emprisonné à Ilchester, dans le Somerset dans les années 1680, se fit envoyer des livres de Londres, par coursier, qui les laissa à son intention dans une auberge.

### Principaux thèmes

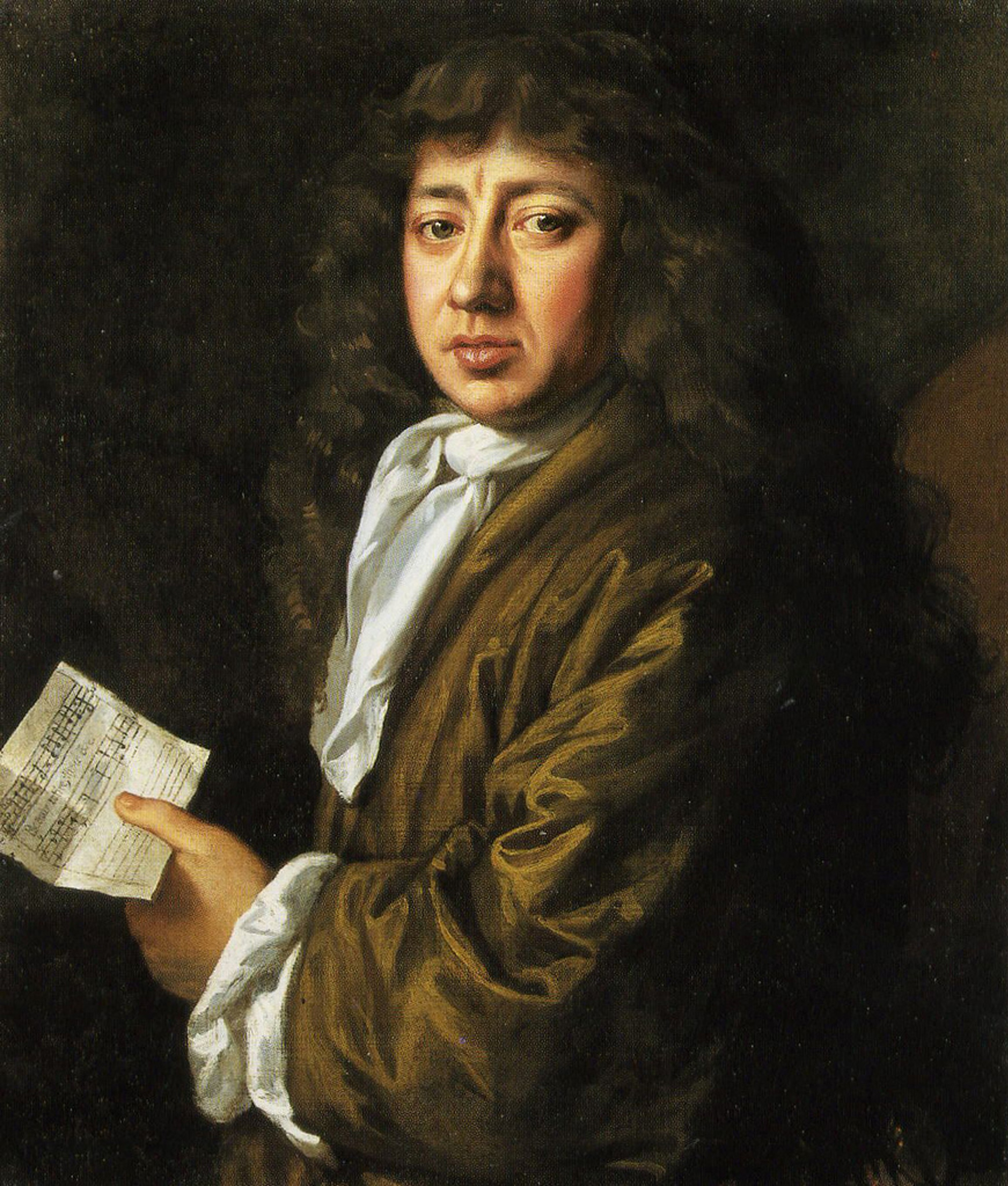
Samuel Pepys, grand collectionneur de chapbooks. Par John Hayls, 1666.

Samuel Pepys avait une collection de ballades reliées en volumes, selon la classification ci-dessous, où l'on peut regrouper la plupart des chapbooks en fonction de leur contenu : 
1. Dévotion et moralité (Devotion and Morality) ;
2. Histoire - vraie et fabuleuse (History – true and fabulous) ;
3. Tragédie, par exemple, meurtres, exécutions, et jugements de Dieu (Tragedy: viz. Murders, executions, and judgements of God) ;
4. État, et époque (State and Times) ;
5. Amour - agréable (Love – pleasant) ;
6. Idem - désagréable (Ditto – unpleasant) ;
7. Mariage, cocuage, etc. (Marriage, Cuckoldry, &c.) ;
8. Mer - amour, vaillance et actions (Sea – love, gallantry & actions) ;
9. Boisson et bons compagnons (Drinking and good fellowship) ;
10. Humour, badinages, et divers (Humour, frollicks and mixt).

Les histoires véhiculées par les chapbooks ont parfois pour sources des légendes, contes et mythes locaux anciens. Bevis of Hampton était par exemple une histoire d'amour anglo-normande remontant au XIIIe siècle, et qui provenait sans doute elle-même de matières antérieures. La structure de The Seven Sages of Rome (Les Sept Sages de Rome) vient de l'Orient, et a été utilisée par Chaucer. De nombreuses plaisanteries au sujet d'un clergé avide et ignorant provenaient de The Friar and the Boy, imprimé vers 1500 par Wynkyn de Worde, et de The Sackfull of News, de 1557. 

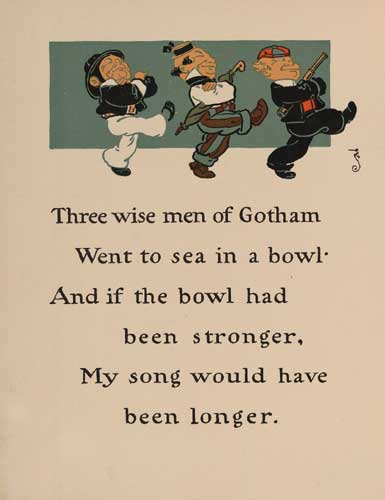
Illustration des Three Wise Men of Gotham, de 1902 :
« Trois hommes sages de Gotham
S'en allèrent en mer dans un bol.
Et si le bol avait été plus solide,
Ma chanson aurait été plus longue. »

Les récits historiques situés dans un passé mythique et fantastique étaient très populaires. La sélection en est intéressante : Charles Ier, et Olivier Cromwell n'apparaissent pas en tant que personnages historiques dans la collection de Samuel Pepys, et Elizabeth Ire seulement une fois. La guerre des Deux-Roses et la Première Révolution anglaise n'apparaissent pas du tout. Henry VIII et Henry II n'apparaissent que déguisés, prenant le parti du droit avec des cordonniers (cobblers) et des meuniers, pour les inviter ensuite à la Cour et les récompenser. On retrouve aussi comme motif l'histoire de héros de noble naissance, qui surmontent l'adversité grâce à leur courage, comme saint George, Guy de Warwick, Robin des Bois (qui à ce moment ne donne pas encore aux pauvres ce qu'il prend aux riches), ou encore de héros d'humble extraction qui se hissent à un rang social supérieur grâce à la force des armes, comme Clim of Clough, et William of Cloudesley. Le clergé apparaît souvent au travers de personnages tournés en dérision, et les paysans stupides sont également populaires (par exemple, The Wise Men of Gotham). D'autres œuvres visaient des publics régionaux ou campagnards (par exemple, The Country Mouse and the Town Mouse, Le Rat des villes et le Rat des champs).
À partir de 1597 apparurent des chapbooks destinés à une clientèle spécifique, selon leur métier, drapiers, tisserands, cordonniers (shoemakers), ces derniers étant généralement alphabétisés. Thomas Deloney, un tisserand, écrivit Thomas de Reading, où l'on parle de six drapiers venant de Reading, de Gloucester, de Worcester, d'Exeter, de Salisbury et de Southampton, voyageant de concert et rencontrant à Basingstoke leurs congénères de Kendal, Manchester et Halifax. Dans Jack de Newbury, daté de 1600 et situé à l'époque de Henry VIII, l'apprenti d'un tisserand de drap noir de première qualité (broadcloth) reprend son fonds et épouse sa veuve à sa mort. Lorsqu'arrive le succès, il est généreux envers les pauvres et refuse d'être anobli pour les services d'importance qu'il a rendus au roi.   
D'autres exemples tirés de la collection Pepys comprennent The Countryman's Counsellor, or Everyman his own Lawyer, et Sports and Pastimes, écrits pour les écoliers, on y trouve des tours de magie tels que comment « extirper un shilling d'un mouchoir », écrire à l'encre invisible, faire des roses en papier, attraper au collet des canards sauvages, et même, faire péter une servante sans qu'elle puisse s'en empêcher...
Les provinces d'Angleterre, du pays de Galles et d'Écosse avaient leurs propres héros locaux. Robert Burns, le grand poète écossais, remarquait que l'un des deux premiers livres qu'il ait lus « en privé » était « l'histoire de Sir William Wallace », qui « fit couler dans mes veines un préjugé en faveur de l'Écosse qui y bouillonnera tant que les portes de la vie ne se refermeront pas pour le repos éternel ».

## Influence
Les chapbooks ont eu une influence large et durable sur les populations. On estime que 80 % des chansons folkloriques anglaises rassemblées par les collectionneurs du début du XXe siècle se retrouvent dans des ballades imprimées sous forme de chapbooks (broadsides), dont 90 que l'on ne retrouve que sur les feuilles imprimées avant 1700. En analysant ces documents, on a émis l'hypothèse que la majorité des ballades qui ont survécu jusqu'à aujourd'hui remontent aux années 1550-1600.
Un des chapbooks à la fois les plus populaires et considéré comme ayant eu le plus d'influence est celui de Richard Johnson daté de 1560 et intitulé The Seven Champions of Christendom (Les Sept Champions de la Chrétienté), dont on pense qu'il est à l'origine du personnage de Saint George dans les pièces de théâtre populaires anglaises.
Il existait encore en 1680 des éditions bon marché du roman Dorastus and Fawnia de Robert Greene (initialement appelé Pandosto) (1588), qui servit de point de départ à la tragi-comédie de Shakespeare, The Winter's Tale. Quelques histoires étaient encore publiées au XIXe siècle, telles que Jack of Newbury, Friar Bacon, Dr Faustus et The Seven Champions of Christendom).